# Torralba del Pinar
Torralba del Pinar là một đô thị trong tỉnh Castellón, Cộng đồng Valencia, Tây Ban Nha. Đô thị Torralba del Pinar có diện tích 21,2 km², dân số theo điều tra năm 2010 của Viện thống kê quốc gia Tây Ban Nha là 64 người. Đô thị Torralba del Pinar nằm ở khu vực có độ cao 729 mét trên mực nước biển.